# 2-ethoxyethanol
2-ethoxyethanol is een organische verbinding met als brutoformule C4H10O2. Het is een helder, kleurloze en olieachtige vloeistof met een zwakke geur. Het wordt gebruikt als universeel oplosmiddel voor oliën, vetten, harsen, was, nitrocellulose en lak.

## Synthese
2-ethoxyethanol kan worden gesynthetiseerd uit een reactie van etheenoxide en ethanol:
{\displaystyle {\ce {C2H4O + C2H6O -> C4H10O2}}}

## Toxicologie en veiligheid
De stof kan ontplofbare peroxiden vormen en reageert met sterk oxiderende stoffen, waardoor er kans op brand en ontploffing ontstaat. 2-ethoxyethanol tast ook vele kunststoffen en rubber aan.